# 5e cérémonie des Central Ohio Film Critics Association Awards
La 5e cérémonie des Central Ohio Film Critics Association Awards, décernés par la Central Ohio Film Critics Association, a eu lieu le 11 janvier 2007, et a récompensé les films réalisés l'année précédente.

## Palmarès

### Top 10 des meilleurs films
1. Les Fils de l'homme (Children of Men)
2. Les Infiltrés (The Departed)
3. Borat, leçons culturelles sur l'Amérique au profit glorieuse nation Kazakhstan (Borat: Cultural Learnings of America for Make Benefit Glorious Nation of Kazakhstan)
4. Le Labyrinthe de Pan (El laberinto del fauno)
5. Little Miss Sunshine
6. Brick
7. Vol 93 (United 93)
8. Babel
9. Thank You for Smoking
10. Casino Royale

### Meilleur réalisateur
- Martin Scorsese pour Les Infiltrés (The Departed)
  - Alfonso Cuarón pour Les Fils de l'homme (Children of Men)

### Meilleur acteur
- Leonardo DiCaprio pour le rôle de Billy Costigan dans Les Infiltrés (The Departed)
  - Sacha Baron Cohen pour le rôle de Borat dans Borat, leçons culturelles sur l'Amérique au profit glorieuse nation Kazakhstan (Borat: Cultural Learnings of America for Make Benefit Glorious Nation of Kazakhstan)

### Meilleure actrice
- Helen Mirren pour le rôle de la reine Élisabeth II dans  The Queen
  - Meryl Streep pour le rôle de Miranda Priestly dans Le Diable s'habille en Prada (The Devil Wears Prada)

### Meilleur acteur dans un second rôle
- Eddie Murphy pour le rôle de James 'Thunder' Early dans Dreamgirls
  - Alan Arkin pour le rôle d'Edwin Hoover dans Little Miss Sunshine

### Meilleure actrice dans un second rôle
- Jennifer Hudson pour le rôle d'Effie Melody White dans Dreamgirls
  - Rinko Kikuchi pour le rôle de Chieko dans Babel

### Meilleure distribution
- Les Infiltrés (The Departed)
  - Little Miss Sunshine

### Acteur de l'année
(pour l'ensemble de son travail en 2007)
- Clive Owen  – Les Fils de l'homme (Children of Men) et Inside Man : L'Homme de l'intérieur
  - Leonardo DiCaprio – Blood Diamond et Les Infiltrés (The Departed)

### Artiste le plus prometteur
- Jennifer Hudson – Dreamgirls (actrice)
  - Sacha Baron Cohen – Borat, leçons culturelles sur l'Amérique au profit glorieuse nation Kazakhstan (Borat: Cultural Learnings of America for Make Benefit Glorious Nation of Kazakhstan), Ricky Bobby : Roi du circuit (Talladega Nights: The Ballad of Ricky Bobby) (acteur et scénariste)

### Meilleur scénario original
- Brick – Rian Johnson
  - Little Miss Sunshine – Michael Arndt

### Meilleur scénario adapté
- Les Infiltrés (The Departed) – William Monahan
  - Le Labyrinthe de Pan (El laberinto del fauno) – Guillermo del Toro

### Meilleure photographie
- Apocalypto – Dean Semler
  - Le Labyrinthe de Pan (El laberinto del fauno) – Guillermo Navarro

### Meilleure musique de film
- Babel – Gustavo Santaolalla
  - Brick – Nathan Johnson

### Meilleur film en langue étrangère
- Le Labyrinthe de Pan (El laberinto del fauno) •  Mexique  Espagne
  - Lettres d'Iwo Jima (Letters from Iwo Jima) (硫黄島からの手紙 - Iô-Jima kara no tegami) •  États-Unis  Japon

### Meilleur film d'animation
- Cars
  - Monster House

### Meilleur film documentaire
- Une vérité qui dérange (An Inconvenient Truth)
  - Jesus Camp
  - Wordplay

### Meilleur film passé inaperçu
- Brick
  - The Descent